# Académie chablaisienne
L'Académie chablaisienne est une société savante savoyarde de la province du Chablais, en Haute-Savoie, dont le siège se trouve à Thonon-les-Bains. Elle a été fondée le 16 novembre 1886.

## Histoire
L'Académie chablaisienne est fondée le 16 novembre 1886,. Parmi les membres fondateurs : le comte Amédée de Foras, Charles Buet, Norbert Mudry (1845-1897), l'abbé Louis-Étienne Piccard (1853-1935) et Jules Guyon (1843-1907).
Elle est reconnue comme « établissement d'utilité publique » par décret, le 17 novembre 1927.
Membre de l'Union des Sociétés Savantes de Savoie (fondée en 1970).
Le siège de l'Académie chablaisienne se trouve, depuis 1981, dans l'ancien monastère de la Visitation Sainte-Marie à Thonon-les-Bains.

## Publications
- Mémoires et documents. Une partie des Mémoires et documents est disponible sur Gallica, la bibliothèque numérique de la Bibliothèque nationale de France : gallica.bnf.fr
- Documents d'histoire savoyarde (depuis les années 2000).

## Membres de l'Académie
Environ 300 membres chercheurs, scientifiques et amateurs (2007).

### Présidents
Les présidents de l'Académie sont, :
- 1886 — 1888 : Comte Amédée de Foras, historien et héraldiste[5] ;
- 1888 — 1889 : Charles Buet, romancier, critique, auteur dramatique et journaliste[6] ;
- 1918 — 1935 : Louis-Étienne Piccard (1853-1935), prêtre (ordonné en 1879), protonotaire apostolique (à partir de 1907), secrétaire d'Amédée de Foras[7].
- 1935 — 1955 : Léon Quiblier (1861-1954), architecte, conservateur du musée du Chablais[8].
- 1955 — 1958 : Baron Félix Bouvier d'Yvoire (1883- 1958). Il est à l'origine de la restauration du château d'Yvoire. Il obtient rétrospectivement le siège no 38 en 1974 de l'Académie internationale d'héraldique. Par ailleurs, il a poursuivi le travail de l'Armorial et nobiliaire de Savoie du comte Foras.
- 1958 —  . . . .  : Jacques Dalmas.
- . . . .  — 1987 : Marcel Sauthier, héraldiste et généalogiste, il est le continuateur de l'Armorial et nobiliaire de Savoie.
- 1987 — 1993 : Henri Baud, sous-préfet honoraire, résistant, historien.
- 1994 — : Joseph Ticon, docteur en droit[9], membre élu en 1992 de l'Académie des sciences, belles-lettres et arts de Savoie, avec pour titre académique titulaire[10].

### Personnalités
Parmi les différentes personnalités liées à l'Académie, on peut retenir :
- Comte Gustave Pacoret de Saint-Bon (1856-1949). Il fut juge-mage du Chablais, président et conseiller de la cour d'appel de Chambéry, sénateur honoraire au Souverain Sénat de Savoie et maire de La Motte-Servolex ;
- Émile Vuarnet (1867-1963), agriculteur, historien local et auteurs de nombreux ouvrages dont Grammaire du Patois savoyard ou Chansons savoyardes[11] ;
- Général Paul-Émile Bordeaux (1866-1951), membre en 1919, devient vice-président, puis président d'honneur de l'Académie[12] ;
- Henry Bordeaux (1870-1963), romancier, frère du précédent ;
- Comte Clément de Maugny (1873-1944) ;
- Comte Gerbaix de Sonnaz, ambassadeur du royaume d'Italie ;
- Camille Perroud, auteur de Histoire de la ville d'Evian ;
- Reine Marie-José de Belgique (1906-2001).